# باسیانو
باسیانو (به ایتالیایی: Bassiano) یک کومونه در ایتالیا است که در استان لاتینا واقع شده‌است.

## خصوصیات
باسیانو ۳۱٫۶ کیلومترمربع مساحت و ۱٬۶۶۴ نفر جمعیت دارد و ۵۶۲ متر بالاتر از سطح دریا واقع شده‌است.